# فرانیو ایوانوویچ
فرانیو ایوانوویچ (انگلیسی: Franjo Ivanović؛ زادهٔ ۱ اکتبر ۲۰۰۳) بازیکن فوتبال اهل اتریش است.
وی همچنین در تیم‌های ملی فوتبال زیر ۲۱ سال کرواسی بازی کرده‌است.